# Stare Wasiliszki
Stare Wasiliszki (biał. Старыя Васілішкі, Staryja Vasiliški; ros. Старые Василишки, Staryje Wasiliszki) – wieś na Białorusi, w obwodzie grodzieńskim, w rejonie szczuczyńskim.

## Dane historyczne
Historia przynależności obszarów, na których położone są Stare Wasiliszki jest podobna do Wasiliszek. Należy tylko nadmienić, że to właściwie ta miejscowość powstała jako pierwotna osada, z czasem jednak nastąpiła budowa kolonii, która następnie zdominowała okolicę jako miasteczko stanowiące centrum dla okolicy, głównie za sprawą dość znacznego osadnictwa żydowskiego w Wasiliszkach.
Stare Wasiliszki to jednak odrębna parafia kościoła rzymskokatolickiego. Stary kościół uległ spaleniu. Z inicjatywy okolicznych parafian wybudowano w latach 1897-1903 nowy, murowany kościół neogotycki, który dziś – położony, jak cała wieś, na niewielkim wzniesieniu – góruje nad okolicą.
W II Rzeczypospolitej wieś należała do gminy wiejskiej Wasiliszki, w powiecie szczuczyńskim (do 1929 roku w powiecie lidzkim), w województwie nowogródzkim.

### Czesław Niemen
Artysta urodził się 16 lutego 1939 w Starych Wasiliszkach. Od śmierci artysty w 2004 roku toczyły się dyskusje na temat utworzenia Muzeum Czesława Niemena w domu rodzinnym Wydrzyckich. W czerwcu 2009 roku, w czasie spotkania Polsko-Białoruskiej Komisji Konsultacyjnej ds. Dziedzictwa Kulturalnego, ze strony polskiej wyszła inicjatywa, by muzeum powstało w ramach współpracy polsko-białoruskiej, a polskie Ministerstwo Kultury i Dziedzictwa Narodowego nad powstaniem muzeum objęło patronat. Otwarcie muzeum i odsłonięcie pamiątkowej tablicy na budynku odbyło się 20 lutego 2011 roku.

## Demografia
Stare Wasiliszki zamieszkiwało w 1921 roku 185 osób, na początku XXI wieku zaś tylko 33. Pustoszenie wsi jest spowodowane odpływem ludności do innych ośrodków, w tym do sąsiednich Wasiliszek.

## Opis i geografia
Miejscowość położona jest na niewielkim wzniesieniu, przy drodze Wasiliszki-Ostryna (i dalej do Grodna). Na południu rozciąga się dolina rzeczki Lebiedki, za którą na kolejnym wzniesieniu zlokalizowana jest wieś Arcisze. Na północnym wschodzie leży wieś Dworczany. W niewielkim oddaleniu od miejscowości, na północy, usytuowano cmentarz . Na nagrobkach starej części dominują polskie nazwiska, choć w nowej części jest już więcej nazwisk białoruskich i rosyjskich, a także litewskich.
W miejscowości przeważa zabudowa drewniana. Nad tą zabudową dominuje, położony na zachodnim krańcu wsi kościół parafialny pw. św. ap. Piotra i Pawła.
Do dziś większość mieszkańców to Polacy (podobnie zresztą jak w całej okolicy). Dominują osoby starsze, młodzież wybiera miasto, a kolejne domy albo popadają w ruinę, albo są zagospodarowywane przez kołchoz lub kompleks na potrzeby mieszkaniowe własnych pracowników.